# 郑长璋
郑长璋（1901年—1927年4月27日），字仲珊，乳名细记，福建省宁德县（今宁德市蕉城区）人，中国共产党早期党员，是第一次国共合作期间中国国民党宁德县党部的建立者。1927年四一二事变后，郑长璋在福州被国民党右派逮捕，枪决于鸡角弄刑场。中华人民共和国成立后，郑长璋被追认为革命烈士。

## 生平
清朝光绪二十七年（1901年），郑长璋出生于福建省宁德县城关，早年就读于霞浦县的福宁府中学堂，民国8年（1919年）赴上海读中学，民国10年（1921年）考入北京大学政治系预科，2年后升入本科。在本科就读期间，郑长璋师从李大钊，并在学习期间接受了马克思主义思想，后加入中国共产党外围组织反帝大同盟。民国15年（1926年）初，郑长璋加入中国共产党。
北伐战争爆发后，中国共产党和中國國民黨进入第一次国共合作时期。民国15年7月，郑长璋以个人身份加入中国国民党，同年11月在北京中共党组织的派遣下南下福建，协助国民党推行“三大政策”（联俄、容共、扶助农工）。抵达福州的郑长璋被中共福州特委组织部长陈应中和国民党福建省党部工人部长、共产党代表马式材派遣回家乡宁德县，以筹备国民党党部的名义组织共产党的相关工作。
民国16年（1927年）1月，郑长璋在宁德县城的文庙内成立了中国国民党宁德县党部筹备处，郑长璋担任筹备处主任委员兼组织部长，该筹备处亦有任委员兼宣传部长的林国章、青年股主任的蔡威，以及章永端、蔡汝梅、林挺昌、张吉诚等中共党员或支持共产党的青年。郑长璋同这些筹备处青年一同在宁德县城乡开展活动，成立了商民协会、工人协会、农民协会和妇人协会等组织，以党部的名义清算县商会会长黄笃夫贪污了以许崇智领导的国民革命军的名义征收的23万元饷款，宣布黄笃夫规定的渔业垄断措施无效，获得了当地居民的支持，也引起了部分人的仇视。
民国16年4月3日，国民党福建省党部的右派林寿昌、李挺芬、黄展云等人在福州发起拥蒋护党大会，随即发动四三事件，夺得了省党部的领导权，并通电全省要求肃清“跨党分子”，与黄笃夫联系密切的李奋、陈国辉等人立刻赴福州宣布支持拥蒋护党，并指控郑长璋为“赤化异党分子”，林寿昌遂指派李奋回宁德夺取县国民党党部筹备处的权力。
郑长璋得知四三事变的消息后，委派蔡威、林国章赴省党部找马式材求助，但马式材已经转移，两人抵达党部后即被逮捕。获知此事的郑长璋即刻赴福州寻求福州特委的协助，李奋派人跟踪他，并于4月22日将郑长璋逮捕于福州嘉宾菜馆，押解至福州警察局拘留所中关押。27日，郑长璋与福州特委部分领导人一同被押往鸡角弄枪决，时年26岁。

## 身后
郑长璋去世后，被安葬在宁德县小塘村（今属漳湾镇下凡行政村）的墓地中。郑长璋虽然是宁德县出身的第一个中共党员、以及第一个被国民党处决的中共党员，但由于他的公开身份是国民党左派，故直至中华人民共和国成立后许久，在他的共产党同僚的回忆下，他的相关情况才被中共党组织所知。1981年，中华人民共和国民政部认定郑长璋为革命烈士，北京大学、福州市人民政府和宁德市人民政府也先后认定他为烈士并记录他的事迹。1982年，宁德县人民政府在郑长璋墓葬右侧立下“郑长璋烈士之墓”纪念碑。2021年，宁德市蕉城区人民政府计划将郑长璋墓搬迁至城南镇南漈山公园中。2021年7月31日，郑长璋事迹展陈馆在郑长璋故居旧址的附近落成开馆，该馆用于介绍郑长璋的生平事迹。

## 家庭
郑长璋祖上以经商为生。他的祖父是宁德县“通泰米酒铺”老板，他在同辈五个兄弟中排行第二。民国12年（1923年），郑长璋娶蔡彩珍为妻，蔡彩珍是中共烈士蔡威的表姑母。现今，郑长璋的后人在上海市生活。